# Amelio Poggi
Amelio Poggi (ur. 9 października 1914 w Bibbienie, zm. 23 grudnia 1974) – włoski duchowny rzymskokatolicki, arcybiskup tytularny, dyplomata papieski.

## Biografia
8 sierpnia 1937 otrzymał święcenia prezbiteriatu.
27 maja 1967 papież Paweł VI mianował go nuncjuszem apostolskim w Rwandzie i Burundi oraz arcybiskupem tytularnym cercińskim. 16 lipca 1967 przyjął sakrę biskupią z rąk Pawła VI. Współkonsekratorami byli biskup Ceseny Augusto Gianfranceschi oraz biskup kurialny Jacques-Paul Martin.
5 sierpnia 1967 został dodatkowo pronuncjuszem apostolskim w Ugandzie.
27 listopada 1969 został przeniesiony na urząd delegata apostolskiego w Afryce Środkowo-Zachodniej. Ponownie zmienił placówkę 26 września 1973, gdy otrzymał nominację na pronuncjusza apostolskiego w Syrii. Ten urząd pełnił do śmierci 23 grudnia 1974.